# Wjatscheslaw Nikolajewitsch Schtschepkin

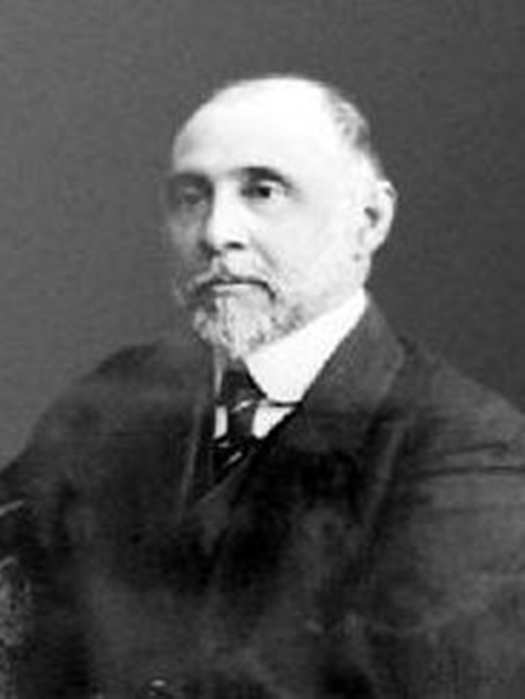
Wjatscheslaw Nikolajewitsch Schtschepkin

Wjatscheslaw Nikolajewitsch Schtschepkin (russisch Вячеслав Николаевич Щепкин, wissenschaftliche Transliteration Vjačeslav Nikolaevič Ščepkin; * 25. Maijul. / 6. Juni 1863greg. in Timonino, Bogorodsk, Gouvernement Moskau, Russisches Kaiserreich; † 2. Dezember 1920 in Moskau) war ein russischer Slawist und Hochschullehrer, der sich insbesondere mit der Geschichte der slawischen Sprachen, der russischen Paläografie, aber auch mit Kunstgeschichte befasste.

## Leben

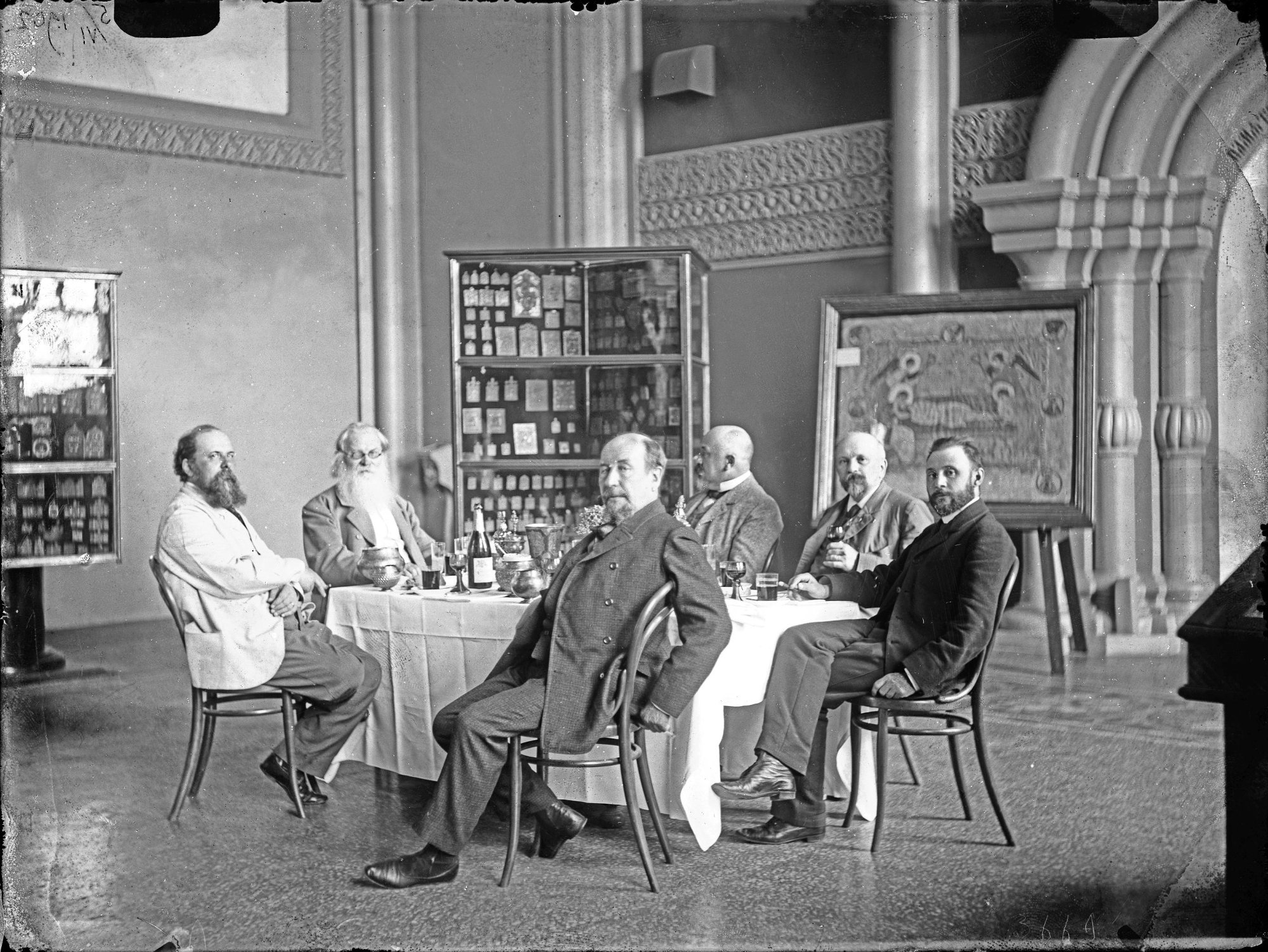
Wjatscheslaw Nikolajewitsch Schtschepkin (rechts) bei einer Feier zum Gründungsjubiläum von Moskau (1902).

Wjatscheslaw Nikolajewitsch Schtschepkin war ein Enkel des Schauspielers Michail Semjonowitsch Schtschepkin sowie der jüngere Bruder des Historikers Jewgeni Nikolajewitsch Schtschepkin, begann nach dem Besuch der Knabenschule der Kathedrale St. Peter und Paul ein Studium an der Fakultät für Geschichte und Philologie der Universität Moskau, das er 1885 bei Filipp Fjodorowitsch Fortunatow abschloss. Nach Abschluss des Studiums wurde er 1887 Wissenschaftlicher Mitarbeiter am Staatlichen Historischen Museum in Moskau, das bekannteste Museum für Landesgeschichte, wo er ein System wissenschaftlicher Kataloge der Abteilung für Handschriften und alte Drucke erstellte. 
Seine zwischen 1898 und 1899 verfasste Magisterarbeit Рассуждение о языке Саввиной книги (Diskurs über die Sprache im Buch des Priesters Sawa) war eine Hauptstudie über die Phonetik der altkirchenslawischen Sprache. Er wurde 1900 Privatdozent an der Universität Moskau und schloss 1906 seine Promotion mit der Dissertation Болонская псалтырь (Der Bologna Psalter) ab, die eine Studie der Phonetik und Morphologie des mittelbulgarischen Denkmals sowie wertvolles Material für das Studium der alten bulgarischen Dialekte enthält. Im Anschluss übernahm er 1906 eine Professur an den von Wladimir Iwanowitsch Guerrier begründeten Moskauer Höheren Frauenkursen (Московские высшие женские курсы). 1907 wurde er Professor an der Universität Moskau, wo er seine Studien zur Geschichte der slawischen Sprachen, der russischen Paläografie, Sprachwissenschaft und Kunstgeschichte fortsetzte. Darüber hinaus betrieb er Studien zur Nowgoroder Schule der Ikonenmalerei. 1913 wurde er korrespondierendes Mitglied der Sankt Petersburger Akademie der Wissenschaften.
Seine Nichte war die Schriftstellerin, Dichterin, Dramatikerin und Übersetzerin Tatjana Lwowna Schtschepkina-Kupernik.

## Veröffentlichungen
- Фигура пастыря-старца на иконе Рождества Христова, (Die Figur eines älteren Hirten auf der Ikone der Geburt Christi), 1897
- Рассуждение о языке Саввиной книги (Diskurs über die Sprache im Buch des Priesters Sawa), 1899
- Эпоха новооткрытой Троицкой фрески, (Die Ära des neu entdeckten Dreifaltigkeitsfreskos), 1902
- Саввина книга, (Buch des Priesters Sawa), 1903.
- Учебник болгарского языка, (Lehrbuch der bulgarischen Sprache), 1909
- Старославянское чтение, (Altslawische Lesung), 1911
- Графика у славян, (Graphik unter den Slawen), 1911
- История южных славян, (Geschichte der Südslawen), 1911
- Русская палеография, (Russische Paläografie), 1913
- Введение в славяноведение, (Einführung in die Slawistik), 1914
- Учебник русской палеографии, (Lehrbuch der russischen Paläografie), 1918

posthum
- Русская палеография, (Russische Paläografie), 1967

## Hintergrundliteratur
- S. B. Bernstein: Вячеслав Николаевич Щепкин, (Wjatscheslaw Nikolajewitsch Schtschepkin), 1955
- Meyers Großes Personenlexikon, S. 1193, Mannheim 1968